# Gersemia uvaeformis
Gersemia uvaeformis is een zachte koraalsoort uit de familie Nephtheidae. De koraalsoort komt uit het geslacht Gersemia. Gersemia uvaeformis werd in 1900 voor het eerst wetenschappelijk beschreven door May. 